# Ermesinda de Carcasona
Ermesenda o Ermesinda de Carcasona (972-Gerona-San Quirico de Besora, 1 de marzo de 1057) gobernó en condominio los condados de Barcelona, Gerona y Osona y fue tutora de su hijo Berenguer Ramón I y de su nieto Ramón Berenguer I durante sus respectivas minorías de edad. Hija de Roger I de Cominges o Rogerio el Viejo,  conde de Carcasona, y de Adelaida de Gévaudan. Casó hacia 992 con Ramón Borrell, quien sucedió el 30 de septiembre de ese mismo año, después de su casamiento, a su padre Borrell II, en el gobierno del condado de Barcelona. 
Era Ermesenda de singular belleza y enérgico carácter. Por largo tiempo figuró en la corte de Barcelona, ya rodeada de los jueces de corte y sentada en el escaño del Tribunal administrando justicia en presencia de sus vasallos, tanto conjuntamente con su esposo como durante sus ausencias, ya cabalgando al lado de este en la guerra y acompañándole en sus expediciones militares. Asimismo, Ramón Borrell le entregó en propiedad una gran cantidad de castillos y plazas fuertes en los condados de Barcelona, Osona y Manresa, lo que le proporcionó un enorme poder político y capacidad económica. Muy unida a su esposo, la mayoría de documentos de la corte condal de esta época aparecen expedidos por ambos.

## Período de cogobierno con su hijo Berenguer Ramón I
Murió Ramón Borrell, legando el condado a su primogénito Berenguer Ramón I, apodado "el Curvo", quien aún era menor de edad al producirse el fallecimiento, y a su esposa Ermesenda, a fin de que gobernasen juntos. Aunque el testamento original no se ha conservado, documentos posteriores no dejan lugar a dudas de que Ramón Borrell estableció un auténtico régimen de cogobierno entre su viuda y su hijo. Así pues, empuñó las riendas del gobierno la condesa viuda Ermesenda, quien siguió gobernando conjuntamente con su hijo incluso después de que este alcanzara la mayoría de edad.
Con el paso del tiempo, Berenguer Ramón I intentó resistirse a la intervención de su madre en el gobierno de sus condados, originándose así graves conflictos entre ellos.

## Disputas con Ramón Berenguer I y reconciliación

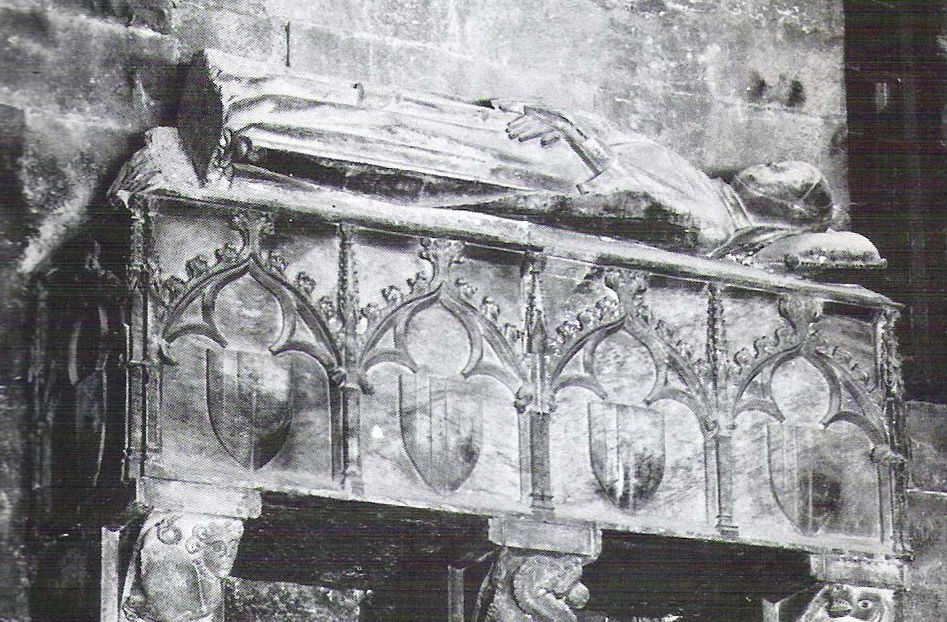
Sepulcro gótico de Ermesenda.

Durante las regencias de Ermesenda, la aristocracia inició el proceso de feudalización de la Marca Hispánica, enfrentando a los príncipes con la Iglesia. Ermesenda recibió el apoyo de consejeros, como Gombau de Besora, el juez Ponce Bonfill Marc y el abad de Ripoll, así como de su hermano Pedro Roger de Carcasona, obispo de Gerona. También colaboraron los prelados partidarios de la reforma gregoriana, como el Abad Oliba. 
Ermesenda se ocupó de la iglesia y animó nuevas fundaciones, como el capítulo de la Catedral de Gerona, el monasterio femenino de San Daniel en Gerona o el masculino de San Felíu de Guixols. Ermesenda llegó por fin a acuerdos con su nieto, cediendo, el 4 de julio de 1056, a los condes Ramón Berenguer y Almodis todos sus derechos al condado de Barcelona y a varios castillos, por el precio de 1000 onzas de oro. Prestó Ermesenda a sus nietos los debidos juramentos y se comprometió a hacer levantar las excomuniones que el Papa Víctor II les había impuesto a causa suya y de la repudiada Blanca. Las 1000 onzas de oro que cobró, las invirtió en la fábrica del tabernáculo de la catedral de Gerona, de la que era muy devota y bienhechora, y proyectó en seguida realizar una peregrinación a las iglesias de los Apóstoles Santiago de Galicia y San Pedro y San Pablo de Roma, por lo cual otorgó testamento a 25 de septiembre de 1056 con importantes donaciones a Roma, nombrando albacea a su mismo nieto, si bien luego le revocó esta confianza. Se ignora si llevó realmente a cabo esta peregrinación proyectada, pero es de suponer que no fuese así, atendida su avanzada edad de ochenta y cinco años y su muerte inmediata, que tuvo lugar el 1 de marzo de  1057 en la casa que habitaba en el condado de Osona cerca de la iglesia de San Quirico de Besora y Santa Julita. Fue enterrada en la catedral de Gerona.

## Cultura popular

### Serie de televisión
En 2010, el canal autonómico catalán de televisión TV3 realizó una serie de ficción histórica en dos capítulos basada en la biografía de Ermesenda de Carcasona. Los capítulos se emitieron consecutivamente el 21 y 22 de marzo de 2011. Fue dirigida por Lluís Maria Güell y protagonizada por diversos actores importantes del teatro catalán, entre los que destacan Laia Marull en el papel de Ermesenda y Lluís Homar encarnando al abad Oliva.